# Edmund Michael
Edmund Michael  ( n. 1849, m. 1920 ) fue un micólogo alemán.

Estudia agronomía en Leipzig, y será docente en la Academia de Agricultura de Auerbach", en 1884. Su mayor contribución fue la publicación de una "Guía de campo Führer für Pilzfreunde"

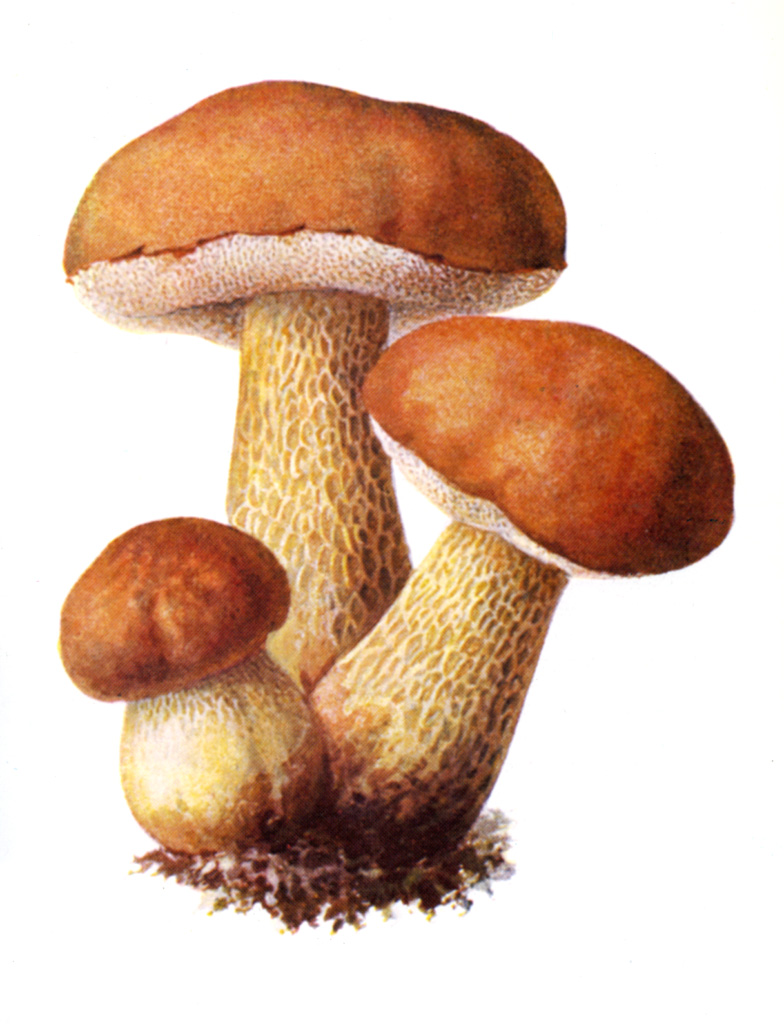
Imagen de Führer für Pilzfreunde (Guía de recolección de setas) de 1895

## Algunas publicaciones
- 1895. Führer für Pilzfreunde (Guía de recolección de setas), vol. I

- 1901. Führer für Pilzfreunde (Guía de recolección de setas), vol. II

- 1905. Führer für Pilzfreunde (Guía de recolección de setas), vol. III

- 1927. Führer für Pilzfreunde, systematische geordnet und gänzlich neu bearbeitet von Roman Schulz (Guía de recolección de setas, sistemáticamente compendiadas y totalmente revisadas por R. Schulz) 3 vols.

- La abreviatura «Michael» se emplea para indicar a Edmund Michael como autoridad en la descripción y clasificación científica de los vegetales.[1]